# Foire aux santons

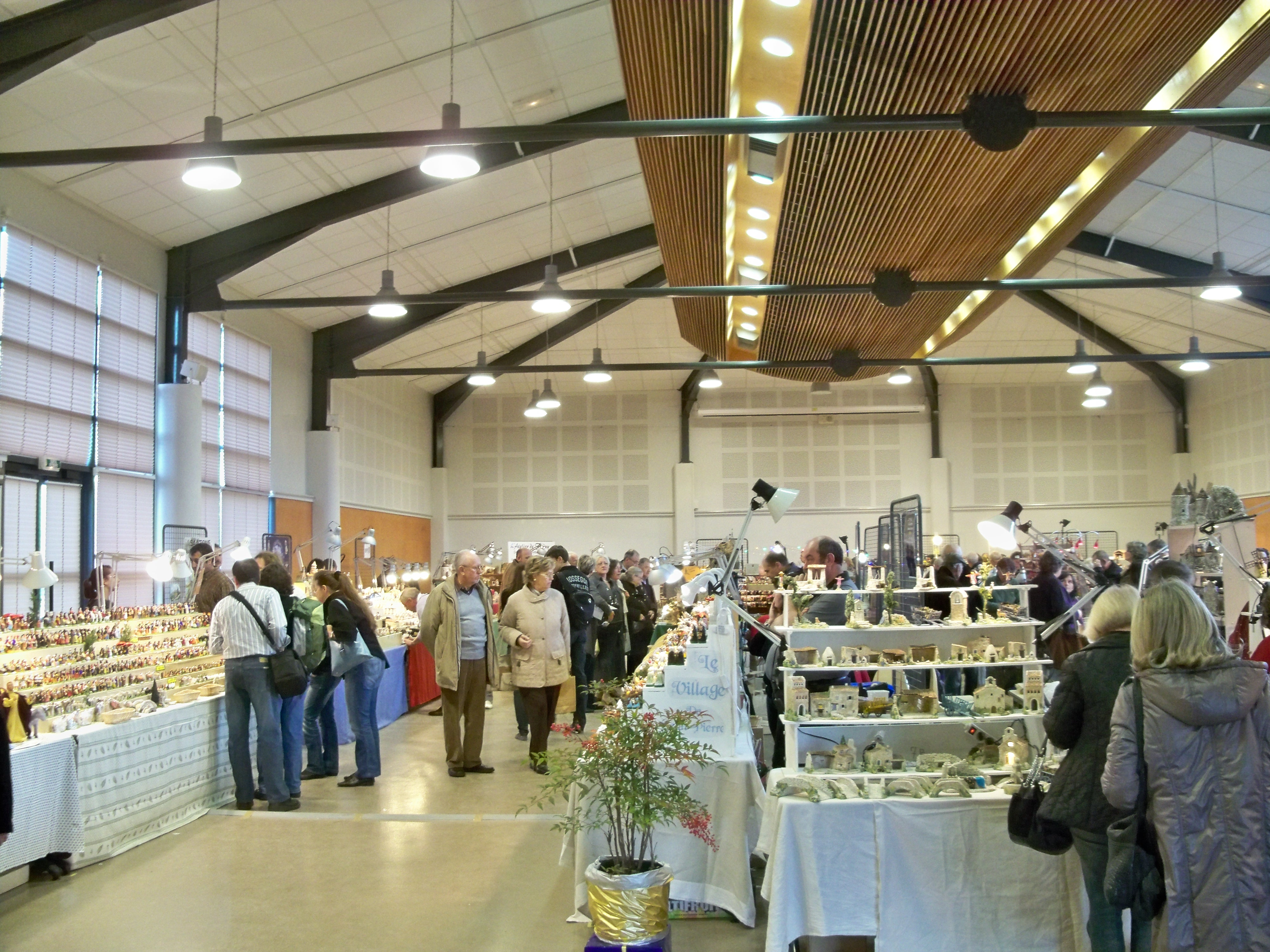
Foire aux santons de Fontvieille

La foire aux santons est une exposition artistique qui se tient généralement en Provence lors du mois de décembre avant les fêtes de Noêl. Elle regroupe des santonniers qui proposent leur nouvelle collection de santons de Provence

## Historique

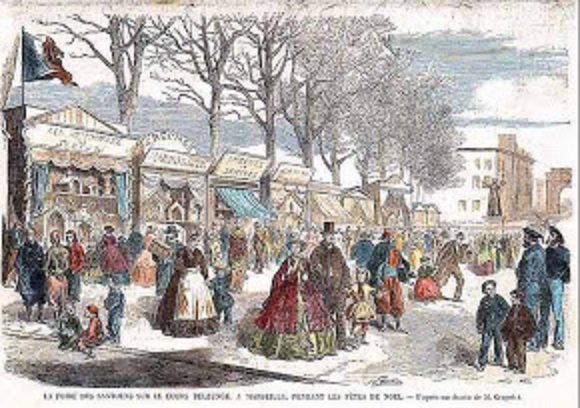
Foire aux santons à Marseille, dessin de M.Crapelet

La Foire aux santons de Marseille remonte à 1803, année à partir de laquelle la première foire aux santons eut lieu, à l'occasion des préparatifs de Noël.
Commençant le dernier dimanche de novembre, elle se tenait à ses débuts sur le cours Saint-Louis, puis elle s'installa sur le cours Belsunce, puis en haut de la Canebière. Elle s'est brièvement tenue sur le cours Honoré d'Estienne d'Orves en 2005 et 2006, avant d'être déplacée place du Général-de-Gaulle, puis sur le Vieux-Port à partir de 2018.
En 2022, la foire aux santons de Marseille a fêté ses 220 ans .

## Les foires aux santons en Provence

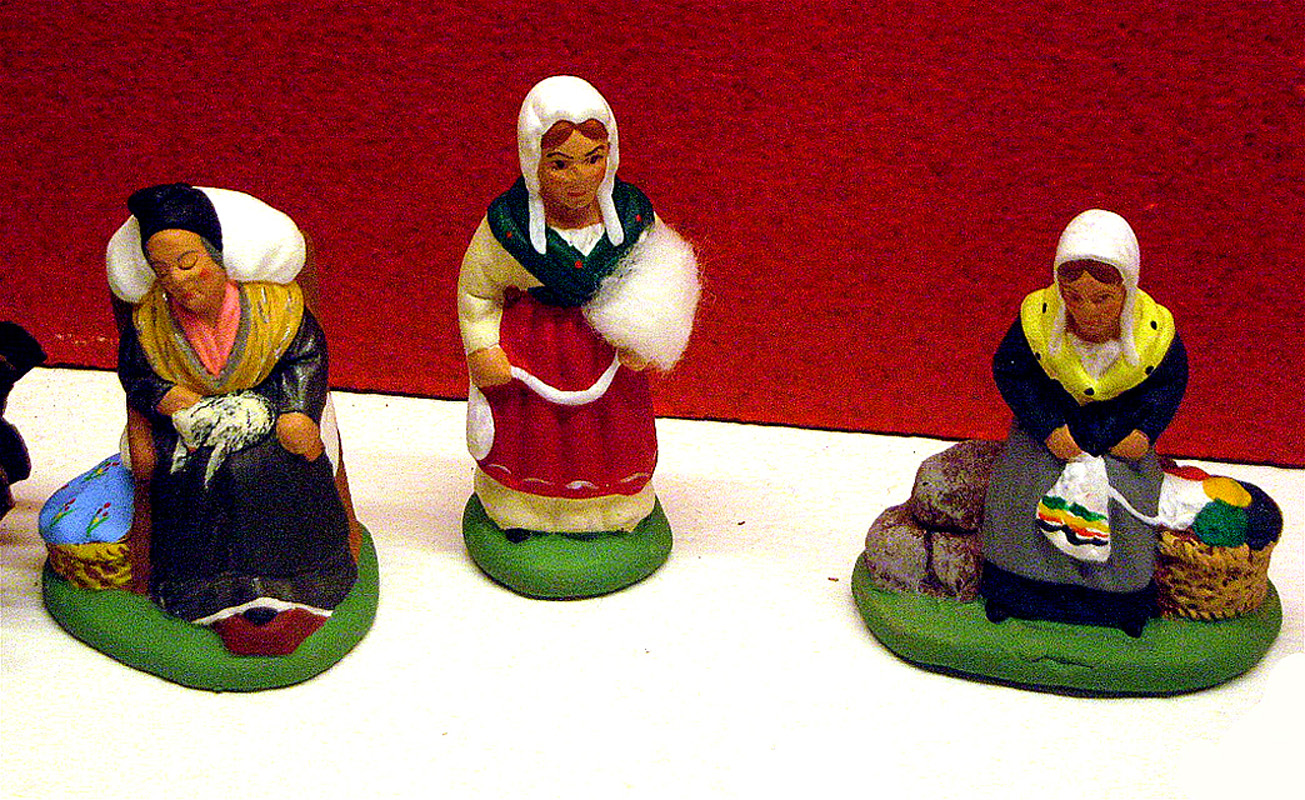
Les fileuses

Actuellement, nombre de villes de Provence ont leur foire aux santons. Parmi les plus importantes, il y a celles d'Aix-en-Provence, d'Arles, d'Aubagne, de Caderousse, de Carpentras, de Châteaurenard, de Crest, de Fontvieille, de Gajan, de Garons, de Gréoux-les-Bains, de Marseille, de Montpellier, de Mouans-Sartoux, de Sisteron, de Saint-Jean-de-Cuculles, de Saint-Maximin-la-Sainte-Baume et de Tarascon.